# Aeroportul Mocímboa da Praia
Aeroportul Mocímboa da Praia (IATA: MZB, ICAO: FQMP) este un aeroport din Provincia Cabo Delgado, Mozambic ce deservește zona Mocímboa da Praia.
Situat la o altitudine de 36 m, aeroportul dispune de o singură pistă.